# Карлайл (Оклахома)
Карлайл (англ. Carlisle) — переписна місцевість (CDP) в США, в окрузі Секвоя штату Оклахома. Населення — 483 особи (2020).

## Географія
Карлайл розташований за координатами 35°30′25″ пн. ш. 95°1′56″ зх. д. / 35.50694° пн. ш. 95.03222° зх. д. (35.506877, -95.032222).  За даними Бюро перепису населення США в 2010 році переписна місцевість мала площу 68,43 км², з яких 68,19 км² — суходіл та 0,24 км² — водойми.

## Демографія
Згідно з переписом 2010 року, у переписній місцевості мешкало 606 осіб у 242 домогосподарствах у складі 174 родин. Густота населення становила 9 осіб/км².  Було 273 помешкання (4/км²).
Расовий склад населення:
| - 61,7 % — білих - 28,1 % — корінних американців - 2,0 % — чорних або афроамериканців - 0,2 % — вихідців з тихоокеанських островів |

До двох чи більше рас належало 7,4 %. Частка іспаномовних становила 0,7 % від усіх жителів.
За віковим діапазоном населення розподілялося таким чином: 22,6 % — особи молодші 18 років, 59,7 % — особи у віці 18—64 років, 17,7 % — особи у віці 65 років та старші. Медіана віку мешканця становила 43,6 року. На 100 осіб жіночої статі у переписній місцевості припадало 100,0 чоловіків;  на 100 жінок у віці від 18 років та старших — 103,9 чоловіків також старших 18 років.
Середній дохід на одне домашнє господарство  становив 78 497 доларів США (медіана — 72 604), а середній дохід на одну сім'ю — 78 435 доларів (медіана — 72 917). За межею бідності перебувало 9,5 % осіб, у тому числі 0,0 % дітей у віці до 18 років та 0,0 % осіб у віці 65 років та старших.
Цивільне працевлаштоване населення становило 223 особи. Основні галузі зайнятості: освіта, охорона здоров'я та соціальна допомога — 24,7 %, публічна адміністрація — 22,0 %, будівництво — 20,6 %.